# 云南钝头蛇
云南钝头蛇（学名：Pareas yunnanensis）钝头蛇科钝头蛇属的一种，分布于中国云南省大理白族自治州。本种长期被视为中国钝头蛇（P. chinensis）的同物异名，2020年基于鳞片超微结构的研究支持恢复云南钝头蛇的有效性。2023年基于系统分类学的研究也支持本种为有效种。其种加词“yunnanensis”意为“云南的”。
本种在2023年被收录入《有重要生态、科学、社会价值的陆生野生动物名录》。

## 形态特征
成年云南钝头蛇头体长（SVL） 387—482毫米，尾长（TL）94—110毫米，尾长体长之比（TL/SVL）为0.22-0.25；眶前鳞多为单个，很少有两个；眶后鳞和眶前下鳞大多相融，很少分开；大多数个体颊鳞入眶；额鳞入眶；上唇鳞6—8，下唇鳞6—8；下唇鳞不融于颔片；背鳞通体15行；脊鳞扩大；身体中段5—7行背鳞鳞片起棱；肛鳞完整；腹鳞169—175枚；尾下鳞59-65对；头部背面为黑色，头部两侧没有或有1—2个模糊的大黑点，头部两侧无条纹；两条宽黑条纹从顶鳞延伸至颈部黑色横纹；无深色颈纹；垂直的黑色条纹在躯干上明显，在尾部模糊；虹膜棕黄色或棕橙色。

## 保护
本种于2023年被收录入《有重要生态、科学、社会价值的陆生野生动物名录》。